# Jan de Vries (atleet)
Jan Cornelis de Vries (Zwolle, 2 maart 1896 – Den Haag, 19 april 1939) was een Nederlandse atleet, die gespecialiseerd was in de 100 m. Hij nam tweemaal deel aan de Olympische Spelen en veroverde hierbij eenmaal een bronzen medaille.

## Loopbaan
De Vries, die lid was van de Zwolse atletiekvereniging ZAC en later de Haagse atletiekvereniging Vlug en Lenig, nam deel aan de Olympische Spelen van 1920 in Antwerpen als lid van de 4 × 100 m estafetteploeg, die verder bestond uit Albert Heijnneman, Harry van Rappard en Cor Wezepoel. De ploeg werd in de tweede serie uitgeschakeld in een tijd van circa 43,7 s. Daarnaast nam hij deel aan de 100 m individueel, maar ook op dit nummer overleefde hij de series niet. Hij maakte daar ook deel uit van de selectie van het Nederlands voetbalelftal, maar kwam niet in actie.
Vier jaar later, op de Olympische Spelen van Parijs, was Jan de Vries er opnieuw bij en ditmaal met meer succes. Samen met zijn teamgenoten Jacob Boot, Harry Broos en Rinus van den Berge won hij een bronzen medaille op de 4 × 100 m estafette. De ploeg was uitstekend van start gegaan met winst in de derde serie in 42,0, een evenaring van het wereldrecord, dat juist in de eerste serie was gevestigd door de ploeg van Groot-Brittannië. Overigens werd dit record door de Amerikaanse ploeg in de zesde serie alweer verbeterd tot 41,2. In de halve finale werd het Nederlandse team derde in 42,2, waarna het in de finale de bronzen medaille veroverde in een tijd van 41,8. De Amerikanen wonnen de finale in 41,0, alweer een verbetering van het wereldrecord, de Britse ploeg werd tweede in 41,2. Op de 200 m behoorde De Vries eveneens tot de deelnemers, maar hij werd uitgeschakeld in de series. Bij de Olympische Spelen van 1928 in Amsterdam was De Vries onderdeel van de selectie voor de 4 × 100 m estafette, maar het Nederlandse team ging niet van start.
Jan de Vries werd eenmaal in zijn atletiekcarrière sprintkampioen van Nederland: in 1920. Bij die gelegenheid liep hij ook zijn persoonlijk beste 100 metertijd: 10,8. Het verspringen won hij in dat jaar overigens ook, maar de nationale titel werd niet toegekend, omdat de limiet niet was gehaald.
Als voetballer speelde hij voor het Zwolse ZAC, eerst als doelman en later als rechtsbuiten. In Den Haag kwam hij als rechtsbuiten uit voor HBS.
Jan de Vries overleed op 43-jarige leeftijd en werd begraven op Begraafplaats Oud Eik en Duinen in Den Haag.

## Nederlandse kampioenschappen
| Onderdeel | Jaar |
| --------- | ---- |
| 100 m     | 1920 |

## Persoonlijk record
| Onderdeel | Prestatie | Jaar |
| --------- | --------- | ---- |
| 100 m     | 10,8 s    | 1920 |

Tinus van Beurden · 
Arie Bieshaar · 
Koos Boerdam · 
Leo Bosschart · 
Evert Jan Bulder · 
Jaap Bulder · 
Jan van Dort · 
Harry Dénis · 
Ber Groosjohan · 
Felix von Heijden · 
Eb van der Kluft · 
Frits Kuipers · 
Evert van Linge · 
Herman Legger · 
Dick MacNeill · 
Jan de Natris · 
Piet Peereboom · 
Oscar van Rappard · 
Henk Steeman · 
Frans Tempel · 
Ben Verweij ·
Jan de Vries · 
Coach: Frederick Warburton